# Tipula breviantennata
Tipula breviantennata är en tvåvingeart som beskrevs av Paul Lackschewitz 1933. Tipula breviantennata ingår i släktet Tipula och familjen storharkrankar. Inga underarter finns listade i Catalogue of Life.